# Юрген Трумпф
Юрген Трумпф (нім. Jürgen Trumpf; 8 липня 1931, Дюссельдорф — 13 травня 2023, Бонн) — німецький дипломат, Генеральний секретар Ради Європейського Союзу з 1 вересня 1994 року по 17 жовтня 1999 року.
Коли набув чинності Амстердамський договір, він ненадовго став першим Верховним представником з питань спільної зовнішньої політики та політики безпеки, але через місяць на європейському саміті в Кельні його змінив на цієї посаді Хав'єр Солана.